# Caique Silva Sá
Caique Silva Sá (Riachão do Jacuípe, 23 maggio 1992) è un calciatore brasiliano, difensore svincolato.

## Caratteristiche tecniche
È un terzino destro.

## Carriera
Ha esordito in Série A il 20 luglio 2017 disputando con il Vitória l'incontro perso 3-1 contro il Grêmio.

## Palmarès

### Competizioni statali
- Campionato Sergipano: 1

Confiança: 2015
- Campionato Goiano: 1

Goiás: 2018